# Cheirolaena linearis
Cheirolaena linearis är en malvaväxtart som beskrevs av George Bentham. Cheirolaena linearis ingår i släktet Cheirolaena och familjen malvaväxter. Inga underarter finns listade i Catalogue of Life.